# Formentor fyr
Formentor fyr (spanska: Faro de Formentor) är en spansk fyr på klippan Cap de Formentor på Mallorcas nordspets, omkring 25 kilometer från Port de Pollença, som vägleder fartygstrafiken vid Badia de Pollença. 
Fyren, som är den högsta på Balearerna, togs i drift den 30 april 1863. Själva fyren är 22 meter hög, men på grund av dess placering är lyshöjden 210 meter.
Det runda vita tornet är byggt av tegel och har balkong och en lanternin på toppen. Fyren är hopbyggd med fyrvaktarbostaden. Fyrkaraktären är fyra vita blixtar var tjugonde sekund. Lysvidden är 24 sjömil.
Fyrapparaten var ursprungligen försedd med linser och speglar och visade långa vita blixtar var trettionde sekund. Fyrlyktan eldades med olivolja och senare med fotogen. År 1927 försågs fyren med en roterande lins. Den gamla fyrapparaten återanvändes i en fyr på Formentera, söder om Ibiza. Fyren elektrifierades år 1962 med hjälp av två dieseldrivna generatorer. Den är numera fjärrstyrd och drivs med solpaneler. Fyrvaktarbostaden har byggts om till ett kafé. 
Fyren nås via en smal krokig väg från Port de Pollença. Sommartid är trafiken begränsad till bussar och tvåhjuliga fordon. Fyrplatsen är öppen men själva fyren är stängd för allmänheten.